# Bitttage

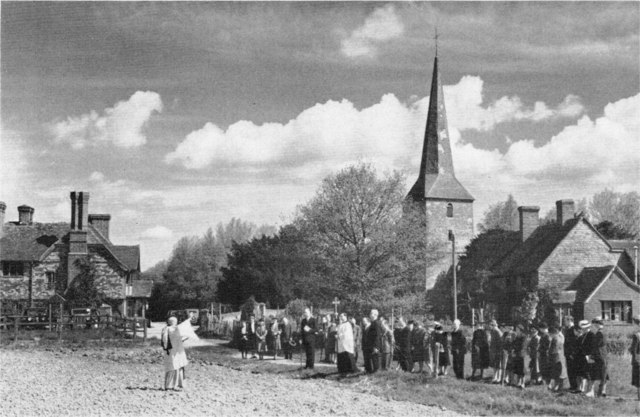
Bittprozession in Hever in der Grafschaft Kent

Die Bitttage (lateinisch rogationes oder litaniae minores ‚kleine Litaneien‘) sind Gebets- und Prozessionstage vor dem Fest Christi Himmelfahrt. Die Woche, in der die Bitttage liegen, wird auch als Gangwoche, Betwoche, Bittwoche oder Kreuzwoche – weil den Prozessionen an diesen Tagen das Kreuz vorangetragen wurde – bezeichnet. Den Namen litaniae erhielten die Bitttage, weil die Prozessionen mit dem Gesang der Allerheiligenlitanei begannen und von inständigem Bittgebet begleitet wurden.
In der evangelischen Gottesdienstordnung wird der 5. Sonntag nach Ostern, Vocem jucunditatis, auch Rogate (lat. rogate „betet/bittet“) oder Bittsonntag genannt, in Anklang an die vorreformatorische Tradition der Bitttage.

## Flurumgänge
Die Bitttage in der Phase des Wachstums der Feldfrüchte zwischen Aussaat und Ernte haben ursprünglich eine agrarische Ausrichtung. Unheil, auch durch Unwetter, wurde als Folge menschlicher Schuld begriffen. Bitttage haben daher einen Bußcharakter, die liturgische Farbe ist violett. Dadurch stehen die Bitttage in einer gewissen Spannung zum freudigen Charakter der Osterzeit, die liturgisch erst mit dem Pfingstfest endet.
An den Bitttagen werden Bittprozessionen gehalten, regional auch Bittgang genannt, bei denen um eine gute Ernte gebetet wird. Die Prozessionen können als spätantike Umformung der römischen Flurumgänge, der Ambarvalia, verstanden werden. Möglicherweise sind sie auch in Verbindung zu bringen zu germanischen Rechtsbräuchen, wonach jeder Grundeigentümer einmal im Jahr seinen Besitz umschreiten musste, um den Besitzanspruch aufrechtzuerhalten.

## Entstehung
Die Flurprozessionen an den Bitttagen lassen sich auf eine Anordnung des Bischofs von Vienne, Mamertus im Jahr 469/470 zurückführen, wegen Erdbeben und Missernten an den drei Tagen vor Christi Himmelfahrt mit Fasten verbundene Bußprozessionen zu halten; das Konzil von Orléans machte sie 511 für alle Kirchen Galliens verpflichtend. Um 800 wurden die drei Bitttage von Papst Leo III. auch in Rom und den gesamten Bereich der römischen Liturgie eingeführt, allerdings ohne vorgeschriebenes Fasten. Mancherorts fanden sie an allen drei Tagen vor Christi Himmelfahrt statt.
Auch am Fest Christi Himmelfahrt selbst und in den folgenden Tagen bis zum Sonntag gab es Flurprozessionen. In Schwaben findet bis heute an Christi Himmelfahrt vielerorts die Öschprozession statt, eine große Flurprozession durch die Felder der Stadt. Besondere Hagelprozessionen gab es an einzelnen Orten an verschiedenen Tagen in der Bitt- oder Kreuzwoche: am Dienstag, am Freitag, dem „Hagelfreytag“ oder „Schauerfreitag“ oder auch am Samstag oder Sonntag. (Siehe dazu: Liste von Hagel- und Brandprozessionen.)

## Erntebitttage
Prozessionen werden im Protestantismus abgelehnt und wurden – etwa im Braunschweigischen – auch landesherrlich verboten. Dennoch wurden bis ins 18. Jahrhundert in  evangelischen Gemeinden vereinzelt noch Flurumgänge gehalten. In der Kirchenordnung von Braunschweig von 1709 ordnete Herzog Anton Ulrich eine „Hagelfeier“ als Bettag (ohne Prozession) für den „Montag post Vocem jucunditatis“ (5. Sonntag nach Ostern) an; 1825 wurde das Frühlingsfest der Hagelfeier auf den zweiten oder dritten Montag im Juni verlegt. 1968 erneuerte die Synode der Braunschweigischen Landeskirche die Praxis des Hagelfeiertags, der mit Schul- und Abendgottesdiensten begangen wurde, als Erntebittag und bestimmte als Termin den ersten Sonntag nach Trinitatis oder an einem Tag in der Woche danach:

„In einer Welt, in der Millionen von Menschen vom Hungertod bedroht sind, wird sich die Kirche immer daran erinnern müssen, daß ihr auch die Sorge um das leibliche Wohl der Menschen durch ihr Tun, aber auch in ihrem Gebet aufgetragen ist.“

Auch Württembergs König Wilhelm I. hatte in den Hungerjahren 1815 bis 1817 einen Feiertag mit Erntebittgottesdiensten angeregt, der in der gesamten Evangelischen Landeskirche in Württemberg wahrgenommen wurde („mit Hungersuppe, Bratwürsten und einem kühlen Trunk“) und heute örtlich als Gemeindefest weiterbesteht, etwa in Honhardt.

## Heutige Praxis
Der Brauch der Bittgänge ist in der katholischen Kirche häufig in ländlichen Regionen erhalten geblieben und teilweise sogar wieder neu belebt worden. In den Städten werden neue Formen erprobt – nicht selten auch in den Abendstunden, dem heutigen Arbeits- und Lebensrhythmus angepasst. Im Messbuch der katholischen Kirche heißt es zu den Bittprozessionen: „An den Bitt- und Quatembertagen betet die Kirche für mannigfache menschliche Anliegen, besonders für die Früchte der Erde und für das menschliche Schaffen.“ Neben „Bewahrung der Schöpfung“ können auch Arbeit für alle, Frieden, Brot für die Welt und Ehrfurcht vor dem menschlichen Leben Motive sein. Gestaltungselemente sind traditionell die Allerheiligenlitanei, andere Litaneien, Psalmen und Wechselgebete sowie das Rosenkranzgebet.
Das Evangelische Gottesdienstbuch, die Agende für die Evangelische Kirche der Union (EKU) und die Vereinigte Evangelisch-Lutherische Kirche Deutschlands (VELKD), enthält mehrere Propriums-Texte für Gottesdienste an Bitt-Tagen, insbesondere auch z. B. als Bitte um gesegnete Arbeit, Bitte um das tägliche Brot, um verantwortlichen Umgang mit Natur und Technik, zur Überwindung sozialer Spannungen, um Frieden und Schutz des Lebens.
In Dänemark war ein Bitttag bis 2023 ein nationaler Feiertag (früher auch in Norwegen und Island). Dieser Feiertag, Store Bededag, war der vierte Freitag nach Ostern.